# Edgar Rentería
Edgar Enrique Rentería, né le 7 août 1975 à Barranquilla en Colombie, est un joueur colombien de baseball évoluant dans la Ligue majeure de baseball de 1996 à 2011.
Cet arrêt-court a reçu cinq sélections au match des étoiles, a remporté trois Bâtons d'argent, deux Gants dorés et deux Séries mondiales.
Après avoir frappé le coup sûr qui donnait en 1997 aux Marlins de la Floride leur premier titre en Série mondiale, Renteria remporte à nouveau le championnat avec les Giants de San Francisco et est nommé joueur par excellence de la Série mondiale 2010.

## Carrière

### Marlins de la Floride
Edgar Renteria signe son premier contrat professionnel avec les Marlins de la Floride en 1992. Il dispute son premier match dans les majeures dans l'uniforme de cette équipe le 10 mai 1996. Renteria frappe dans une moyenne au bâton de,309 en 106 parties à sa première saison. Il termine deuxième derrière Todd Hollandsworth, des Dodgers, au scrutin désignant la recrue de l'année dans la Ligue nationale.
En 1997, il domine dans les Ligues majeures avec 19 coups sacrifice. Il s'illustre autour des sentiers en réussissant 32 vols de but. Il produit trois points contre Cleveland en Série mondiale 1997, remportée par les Marlins. En 11e manche du septième et ultime match de la finale, il frappe le coup sûr qui met fin au match, donnant aux Marlins une victoire de 3-2 et un premier titre mondial.
En 1998, Renteria augmente à 41 sa production de buts volés, mais est en revanche le joueur des majeures le plus souvent retiré en tentative de vol, soit 22 fois. À la mi-saison, il reçoit sa première sélection pour le match des étoiles.

### Cardinals de Saint-Louis
De 1999 à 2004, Renteria joue pour les Cardinals de Saint-Louis. 
Renteria est de nouveau invité au match d'étoiles en 2000, 2003, 2004 et 2006, pour un total de cinq sélections en carrière. Il remporte le Gant doré du meilleur arrêt-court défensif de la Ligue nationale en 2002 et 2003 comme porte-couleurs des Cardinals. C'est aussi avec ce club qu'il gagne ses trois Bâtons d'argent (2000, 2002 et 2003) comme meilleur arrêt-court offensif de la Nationale.
Sa saison 2003 est sa plus impressionnante en attaque, avec une moyenne au bâton de,330 (quatrième meilleure de la Nationale), 194 coups sûrs (quatrième dans la Nationale) et 100 points produits.
Il atteint la Série mondiale pour la deuxième fois de sa carrière avec cette équipe. Mais les Cardinals sont battus en finale par les Red Sox de Boston.

### Red Sox de Boston
Quelques semaines après cette défaite en finale de 2004, le joueur d'arrêt-court signe comme agent libre avec les Red Sox. Il ne joue qu'une saison à Boston. 

### Braves d'Atlanta
En 2006 et 2007, il s'aligne avec les Braves d'Atlanta.

### Tigers de Detroit
Il rejoint les Tigers de Detroit pour la saison 2008 après avoir été échangé le 29 octobre 2007 par les Braves en retour de deux joueurs des ligues mineures, le lanceur Jair Jurrjens et le voltigeur Gorkys Hernández.

### Giants de San Francisco

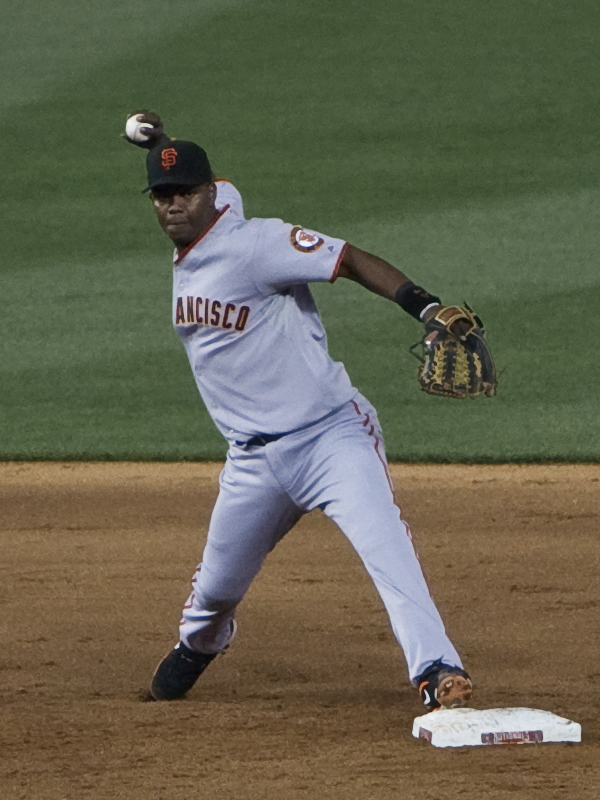
Avec San Francisco, Edgar Rentería est élu joueur par excellence de la Série mondiale 2010.

Le 4 décembre 2008, Rentería rejoint les Giants de San Francisco, pour qui il s'aligne pendant deux saisons.

#### Série mondiale 2010
Après une saison régulière marquée par les blessures, Edgar Rentería est nommé joueur par excellence de la Série mondiale, remportée par les Giants sur les Rangers du Texas. Après avoir frappé le coup sûr donnant aux Marlins dans le dernier match de la Série mondiale 1997, Renteria réussit le coup sûr qui permet aux Giants de San Francisco de gagner la Série mondiale 2010 dans le cinquième et dernier affrontement entre San Francisco et Texas. Il n'est que le quatrième joueur à avoir deux coups sûrs victorieux dans deux derniers matchs de Série mondiale, après trois Yankees légendaires, tous membres du Temple de la renommée du baseball : Lou Gehrig, Yogi Berra et Joe DiMaggio.
Rentería complète la Série mondiale 2010 avec sept coups sûrs en 17, pour une moyenne au bâton de,412 avec deux circuits, six points produits, six points marqués et une moyenne de puissance de,765.

### Reds de Cincinnati
Souvent blessé, Renteria envisage la retraite après la saison 2010, mais décide de poursuivre sa carrière. En janvier 2011, il signe un contrat d'un an pour 2,1 millions de dollars avec les Reds de Cincinnati. Il frappe pour ,251 avec cinq circuits et 36 points produits en 96 parties pour les Reds à sa seule saison à Cincinnati.